# ТЕС Наполі-Леванте
ТЕС Наполі-Леванте — теплова електростанція у центральній частині Італії в регіоні Кампанія, у індустріальній зоні порту Неаполь. Модернізована з використанням технології комбінованого парогазового циклу.
У 1961 році на майданчику станції ввели в експлуатацію два конденсаційні блоки з паровими турбінами потужністю по 150 МВт, а в 1966-му до них приєднали ще один такий же. Як паливо вони використовували вугілля та нафту.
Наприкінці 1990-х блок № 1 вивели з експлуатації, а у 2008 році завершили модернізацію ТЕС, після якої вона мала один енергоблок потужністю 401 МВт, що використовує більш ефективну технологію комбінованого парогазового циклу. Тут встановили одну газову турбіну з показником 268,4 МВт, відпрацьовані якою гази потрапляють до котла-утилізатора. Останній живить парову турбіну зі складу одного з колишніх блоків, котру переномінували на потужність у 133,6 МВт. Модернізація дозволила досягнути паливної ефективності на рівні 57,1 %.
Як паливо новий блок використовує природний газ, котрий отримують із національної газотранспортної мережі по перемичці довжиною 1,5 км.
Видалення продуктів згоряння із котла-утилізатора відбувається за допомогою димаря висотою 68 метрів.
Для охолодження станція використовує морську воду.
Зв'язок із енергомережею відбувається по ЛЕП, розрахованій на роботу з напругою 220 кВ.